# Галего
Галего — вулканическое поле на острове Гуадалканал, Соломоновы острова.
Наивысшая точка — 1000 метров. Поле покрыто вулканическими конусами. Возникло в древний период в эпоху плиоцена — четвертичного периода. Сложен андезитами. Местность вокруг вулкана покрыта застывшими лавами, состоящими из андезитов, дацитов. Вулканическая активность вероятно происходила 2000 лет назад. В местном фольклоре аборигенного населения указывается, что вулкан извергался в недавнее время, но вероятнее всего активен был вулкан Саво, располагающийся северо-западнее Галего на одноимённом острове.